# SNCF BB 69000
Die hydrodynamisch angetriebenen Lokomotiven der Baureihe BB 69000 wurden 1964 für die französische Staatsbahn Société nationale des chemins de fer français (SNCF) gebaut. Mit einer Leistung von 2 × 1520 kW gelten sie als die stärksten dieselhydraulischen Lokomotiven weltweit.
Wie die CC 70000 waren sie Probelokomotiven, um die stärksten Dampflokomotiven der SNCF um 1964 zu ersetzen. Im Gegensatz zu den schon vorhandenen Diesellokomotiven hatten diese Maschinen zwei Antriebsmotoren und hydrodynamischen Antrieb. Sie wurden 1984 ausgemustert und in den späten 1980er Jahren verschrottet.

## Geschichte und Beschreibung
Parallel zu den Entwicklungsarbeiten für die BB 67000, A1A A1A 68000 und CC 70000 mit dieselelektrischem Antrieb ließ die SNCF bei Schneider Electric (SFAC) ab 1961 eine Lokomotive mit hydrodynamischer Kraftübertragung entwickeln und zwei Musterlokomotiven für Probezwecke bauen. Anders als die SNCF hatte die Deutsche Bundesbahn mit der zweimotorigen V 200 seit 1953 dieselhydraulisch angetriebene Streckenloks beschafft, die sich als effizienter und – mangels elektrischer Fahrmotoren und Generatoren – als leichter erwiesen. Zur Mitarbeit bei der Entwicklung der Lokomotiven wurde die Abteilung Dieselzugförderung der SNCF, die MTE und die Voith-Getriebe KG herangezogen.
Gedacht waren die Lokomotiven für die Beförderung schwerster Züge auf fahrleitungslosen Strecken, um die Dampflokomotiven – vor allem die 241 P – zu ersetzen. Sie sollten nach planmäßigen und außerplanmäßigen Halten das gleiche Beschleunigungsvermögen wie Elektrolokomotiven besitzen. Durch den konsequenten Leichtbau bei der Auslegung des Fahrzeugteiles, der Kraftübertragung und anderer Baugruppen entstand eine Lokomotivkonstruktion, deren spezifische Leistungskennwerte zur Bauzeit alle dieselhydraulischen Lokkonstruktionen übertrafen. Da die zwei Pielstick-Dieselmotoren des Typs 16 PA 4 je knapp 15 t wogen, verzichtete man auf den Einbau eines Dampferzeugers für die Zugheizung und griff bei Bedarf einen Heizwagen zurück. Die Seitenwände der Loks wurden gesickt ausgeführt, Fronten und Türen aus mehrlagigem Polyester gefertigt. Trotz ihrer um 2 m größeren Länge war der Lokomotivkasten der BB 69000 gegenüber dem der BB 67000 um 800 kg leichter. Anders als bei der deutschen V 200 ruhten die Getriebe unmittelbar auf den Drehgestellen. Während die Getriebe für eine Leistung von 2400 PS bei 1565/min ausgelegt waren, wurden die Motoren anfangs auf nur 2060 PS bei 1510/min eingestellt. Die mögliche Gesamtleistung von 4800 PS wurde im kommerziellen Betrieb nie genutzt.
Nach der Lieferung wurden die beiden in Chalindrey beheimateten Maschinen ab 1964 mehrere Jahre lang getestet. Statt ihrer wurde ab 1972 jedoch die Baureihe CC 72000 in die Serienproduktion genommen. Die BB 69000 wurden wie die beiden CC 70000 für den Güterzugdienst weiterverwendet. Eine einzige Maschinenanlage bei der CC 72000 war der entscheidende Vorteil gegenüber der zweimotorigen BB 69000. Der Beginn der Ölpreiskrise war der entscheidende Anlass, die Lokomotiven aus dem Verkehr zu ziehen. Mit der Begründung der hohen Kosten für die Instandhaltung wurden die Lokomotiven 1984 ausgemustert und Ende der 1980er Jahre verschrottet.
Das Design der äußerlich an die BB 67000 angelehnten Loks entwarf Paul Arzens. Die beiden in entgegengesetzte Richtungen weisenden Pfeile an den Seitenflächen symbolisierten das Vorhandensein von zwei Motoren.